# Chen v Home Secretary
 (janvier 2017).
Chen v Home Secretary est une décision de la Cour de justice de l'Union européenne selon laquelle un mineur qui est un ressortissant d'un État membre de l'Union européenne a le droit de résider dans l'Union avec ses parents qui sont ressortissants d'un pays tiers, à condition que le mineur et ses parents disposent d'une assurance santé et ne deviennent pas une charge pour les finances publiques de l'État membre de résidence.

## Faits
Kunqian Catherine Zhu est née le 16 septembre 2000 à Belfast (Irlande du Nord) de parents chinois qui habitaient au pays de Galles et travaillaient pour une société chinoise établie au Royaume-Uni. La mère, Man Lavette Chen, avait choisi l'Irlande du Nord comme lieu de naissance de sa fille afin que cette dernière puisse acquérir la nationalité irlandaise. Puisque les parents de Catherine étaient travailleurs migrants temporaires au Royaume-Uni, Catherine n'était pas admissible à la citoyenneté britannique, vu que le Royaume-Uni ne confère pas le droit du sol.
Cependant, à cette époque, toute personne née sur l'île d'Irlande (y compris l'Irlande du Nord, qui appartient au Royaume-Uni) avait le droit automatique et illimité à la citoyenneté irlandaise. En vertu de sa naissance à Belfast, Catherine avait le droit à la citoyenneté irlandaise, et Man Lavette Chen a procédé à l'obtention d'un passeport et donc la citoyenneté irlandaise pour sa fille, avec l'intention d'utiliser le statut de cette dernière comme ressortissante de l'Union européenne pour s'établir définitivement au Royaume-Uni, à Cardiff. Toutefois, les autorités britanniques ont refusé d'octroyer à la famille des permis de séjour permanents. En appel, l'arbitre Michael Shrimpton de l'Immigration Appellate Authority a saisi la Cour européenne de justice de la décision. La Cour a estimé qu'en tant que citoyenne de l'Union européenne, Catherine Chen avait le droit, en vertu de l'article 18 du traité CE, de résider n'importe où dans l'Union, et que le refus de la résidence à ses parents à un moment où elle est incapable de prendre soin d'elle-même serait en conflit avec ce droit fondamental.
L'avocat général Tizzano a déclaré que l'acte de tirer avantage des règles afférentes à la citoyenneté irlandaise ne constituait pas un abus de droits de l'UE parce qu'il appartient aux États Membres de décider s'ils confèrent ou non la citoyenneté à un individu spécifique.

## Arrêt
La Cour a estimé : 

« L’article 1er, paragraphe 2, sous b), de la directive 90/364, qui garantit aux ascendants du titulaire du droit de séjour qui « sont à sa charge », quelle que soit leur nationalité, le droit de s’installer avec ledit titulaire, ne saurait conférer un droit de séjour au ressortissant d’un État tiers se trouvant dans la situation de M me Chen ni en raison des liens affectifs liant la mère à son enfant ni au motif que le droit d’entrée et de séjour au Royaume-Uni de la mère dépendrait du droit de séjour de cet enfant.
En effet, il ressort de la jurisprudence de la Cour que la qualité de membre de la famille «à charge» du titulaire résulte d’une situation de fait caractérisée par la circonstance que le soutien matériel du membre de la famille est assuré par le titulaire du droit de séjour.
Dans un cas comme celui de l’affaire au principal, c’est précisément la situation inverse qui se présente, dans la mesure où le titulaire du droit de séjour est à charge du ressortissant d’un État tiers qui en assure effectivement la garde et qui désire accompagner le premier. Dans ces conditions, M me Chen ne saurait se prévaloir de la qualité d’ascendant « à charge » de Catherine, au sens de la directive 90/364, en vue de bénéficier d’un droit de séjour au Royaume-Uni.
En revanche, le refus de permettre au parent, ressortissant d’un État membre ou d’un État tiers, qui a effectivement la garde d’un enfant auquel l’article 18 CE et la directive 90/364 reconnaissent un droit de séjour, de séjourner avec cet enfant dans l’État membre d’accueil priverait de tout effet utile le droit de séjour de ce dernier. En effet, il est clair que la jouissance du droit de séjour par un enfant en bas âge implique nécessairement que cet enfant ait le droit d’être accompagné par la personne assurant effectivement sa garde et, dès lors, que cette personne soit en mesure de résider avec lui dans l’État membre d’accueil pendant ce séjour. »

## Signification
Cette affaire et d'autres cas similaires ont mené au vingt-septième amendement de la Constitution de l'Irlande, qui a aboli le droit de sol illimité. En 2004, 80 % des Irlandais votent en faveur de cette mesure.